# Ignacewo (gromada)
Ignacewo – dawna gromada, czyli najmniejsza jednostka podziału terytorialnego Polskiej Rzeczypospolitej Ludowej w latach 1954–1972.
Gromady, z gromadzkimi radami narodowymi (GRN) jako organami władzy najniższego stopnia na wsi, funkcjonowały od reformy reorganizującej administrację wiejską przeprowadzonej jesienią 1954 do momentu ich zniesienia z dniem 1 stycznia 1973, tym samym wypierając organizację gminną w latach 1954–1972.
Gromadę Ignacewo z siedzibą GRN w Ignacewie utworzono – jako jedną z 8759 gromad na obszarze Polski – w powiecie konińskim w woj. poznańskim, na mocy uchwały nr 25/54 WRN w Poznaniu z dnia 5 października 1954. W skład jednostki weszły obszary dotychczasowych gromad Ignacewo, Leśnictwo i Smulniki oraz miejscowości  Głębockie I, Głębockie II i Witalisów z dotychczasowej gromady Głębockie ze zniesionej gminy Piotrkowice w tymże powiecie. Dla gromady ustalono 9 członków gromadzkiej rady narodowej.
Gromadę zniesiono 1 stycznia 1958, a jej obszar włączono do gromad: Ślesin (miejscowości Głębockie I, Głębockie II, Ignacewo, Tokary, Wierzelin i Witalisów) i Piotrkowice (miejscowości Leśnictwo, Pogoń Lubstowska, Pogrzele, Smulniki Niemieckie i Smulniki Polskie) w tymże powiecie.